# James Waterston
Pour les articles homonymes, voir Waterston.
James Waterston, né le 17 janvier 1969, est un acteur américain.
Il est surtout connu pour avoir joué dans Le Cercle des poètes disparus, sorti en 1989, aux côtés de Robin Williams, Robert Sean Leonard et Ethan Hawke.

## Biographie
James Waterston est le fils  de l'acteur Sam Waterston et de sa première épouse, Barbara Rutledge-Johns. Il a deux demi-sœurs aussi actrices, Elisabeth Waterston et Katherine Waterston, et un demi-frère réalisateur, Graham Waterston.
Il est marié à Line Lillevik depuis juillet 2006.

## Filmographie

### Cinéma
- 1989 : Le Cercle des poètes disparus (Dead Poets Society) de Peter Weir : Gerard Pitts
- 1989 : Little Sweetheart (Petite Chérie) de Anthony Simmons : Richard
- 1993 : A Dog Race In Alaska court métrage de Bart Freundlich
- 2015 : And It Was Good (Et c'était bien) de Graham Waterston : le jeune marié
- 2024 : La cocina d'Alonso Ruizpalacios : Mark

### Télévision
- 1999 : New York, police judiciaire  - épisode « Refuge: Part 2 » (série TV) : Dr. Shimo
- 2002 : Diagnostic : Meurtre  - épisode « Without Warning » (série TV) : Craig Burke
- 2002 : Urgences  - épisode « Insurrection  » (série TV) : Mr. Barney
- 2002 : En direct de Bagdad (Live from Baghdad), téléfilm de Mick Jackson : Eric
- 2004 :  Six pieds sous terre  - 2 épisodes  « The Black Forest » et « Can I Come Up Now? » (série TV) : Kyle
- 2004 : Trois filles, trois mariages, un tour du monde ! (Wedding Daze), téléfilm de Georg Stanford Brown : Lyle Mills
- 2009 : New York, unité spéciale  - épisode « Inconceivable » (série TV) : Mr. Harvey
- 2009 : New York, section criminelle  - épisode « The Glory That Was » (série TV) : Paul Walters
- 2011 : Unforgettable  - épisode « Check Out Time »   saison 1 (série TV) : Ian Smith
- 2012 : 666 Park Avenue  - épisode « Pilot » (série TV) : John Barlow
- 2016 : Chicago Fire - épisode « Mauvais pour l'âme » (série TV) : Rich Corbin
- 2018 : The Blacklist - épisode « Anna-Gracia Duerte (n ° 25) » (série TV) : Dale Rayburn